# 염창로 (인천)
염창로(Yeomchang-ro)는 인천광역시 미추홀구 주안동에 있는 도로로, 총 연장은 1.442km이다. 도로의 명칭이 유래된 것은 예전에 염전 창고가 위치하였던 지역 특성을 반영하였기 때문이다.

## 역사
- 도로명으로 염창로를 고시

## 주요 경유지
- 미추홀구
  - 주안5동

## 접촉하는 도로
- 길파로
- 주염로
- 경원대로

## 주요 건물 및 시설
- 삼화빌라 (염창로 1/주안동 26-92)
- 한일연립 (염창로 8/주안동 27-1)
- 민들레아파트 (염창로 11/주안동 26-47)
- 상호연립 (염창로 13/주안동 26-77)
- 로얄하이츠빌라 (염창로 16/주안동 28-1)
- 대산고급빌라 (염창로 18/주안동 28-6)
- 창광에센빌 (염창로 19/주안동 26-53)
- 동일에쎈빌 (염창로 20/주안동 28-7)
- 삼성에센빌 (염창로 22/주안동 28-4)
- 삼성에쎈빌 (염창로 24/주안동 28-11)
- 에스비연구소 (염창로 29/주안동 25-49)
- 베스티움 (염창로 35/주안동 25-34)
- 드림시티 (염창로 38/주안동 29-1)
- 베스트빌 (염창로 39/주안동 25-45)
- 부경하이츠빌 (염창로 41/주안동 25-82)
- 강남메디칼타워 (염창로 42/주안동 29-4)
- 주안CGV (염창로 58/주안동 30-1)
- 광혜원한방병원 (염창로 63/주안동 24-38)
- 행복마을아파트 상가 (염창로 69/주안동 23-3)
- 역전경로당 (염창로 70/주안동 43-1)
- 동인아파트 (염창로 72/주안동 31-1)
- 행복마을아파트 (염창로 73/주안동 23-3)
- 현광아파트 상가 (염창로 92/주안동 32-1)
- 알프스타운 (염창로 93/주안동 22-67)
- 현광아파트 (염창로 94/주안동 32-1)
- 미추홀종합사회복지관 (염창로 97/주안동 22-59)
- 금강주택 (염창로 100/주안동 32-2)
- 선정아파트 (염창로 101/주안동 22-33)
- 새싹어린이집 (염창로 106/주안동 32-14)
- 가람아파트 (염창로 114-9/주안동 33-1)
- 신광아파트 (염창로 115/주안동 20-18)
- 금강연립 (염창로 121/주안동 20-17)
- 민주택시인천지역본부 (염창로 124/주안동 33-4)
- 호산빌라 (염창로 126/주안동 33-3)
- 영창탑스빌 (염창로 128/주안동 33-5)
- 삼영아파트 (염창로 129/주안동 20-14)
- 동우연립 (염창로 130/주안동 34-1)
- 금산운수 (염창로 138/주안동 34-3)

## 철도 연계역
- ● 수도권 전철 1호선 : 주안역
- ● 인천 도시철도 2호선 : 주안역